# Per colpa di chi?
Per colpa di chi?,  talvolta noto anche come X colpa di chi?, è un singolo del cantante italiano Zucchero Fornaciari estratto dall'album Spirito DiVino del 1995.

## Descrizione

### Prima edizione
Il brano, di matrice funk, è un pezzo veloce con nervature rock e blues proprie del cantante reggiano. L'assolo iniziale è ispirato a Calling Elvis dei Dire Straits.
Il testo richiama altri pezzi blues, come per esempio Hoochie Coochie Man ed è imperniato su alcune citazioni dai canti popolari Bella ciao e Bandiera Rossa.
Il brano, di cui esiste anche la versione spagnola, intitolata Por culpa de quién?, è stato pubblicato in tutte le raccolte e negli album live successivi dell'artista, ed è solitamente eseguito da Zucchero durante i tour.

### Edizioni successive
Il cantante olandese Marco Borsato ne ha realizzata una versione in olandese, nel 1997, dal titolo Wie. Anticipati in radio dal 13 giugno, il 18 giugno 2025 ne sono stati pubblicati due inediti remix, della coppia Sam Ruffillo & Simon Says! e di Greg Willen, per anticipare la riedizione di Spirito DiVino a trentanni dalla prima pubblicazione.

## Video musicale
Il videoclip inizia con un incipit nel quale si possono sentire una melodia nota come Westminster Quarters di Joseph Jowett ed un contadino che urla agli animali della sua fattoria: 
Successivamente Zucchero Fornaciari, insieme a Jim Belushi e Dan Aykroyd vestiti come i Blues Brothers, e la sua band suonano in campagna su un palco dove campeggia la scritta "House of Blues".

## Tracce
Testi e musiche di Zucchero, eccetto dove diversamente indicato.

### CD Singolo
Per colpa di chi?
- COD: Polydor 5002 439

1. Per colpa di chi? (Radio Edit) – 3:58

Por culpa de quién?
- COD: Polydor CDP 446 (edizione spagnola)

1. Por culpa de quién? – 3:15 (testo: Zucchero, J. Andreu)
2. X colpa di chi? – 3:57

### CD Maxi
X colpa di chi?
- COD: Polydor 577 593-2

1. X colpa di chi? – 3:58
2. Feels Like a Woman – 5:13 (testo: Francesco De Gregori, T. Clark)
3. X colpa di chi? (Club Edit Mix) – 4:05
4. X colpa di chi? (Cappella Edit Mix) – 3:28

### Vinile
X colpa di chi? (Remix)
- COD: Polydor 5002 187

- COD: Polydor 500577 341-1 (Edizione limitata)

Lato A
1. X colpa di chi? (Cappella Edit Mix) – 3:29
2. X colpa di chi? (Cappella Extended Mix) – 5:15

Lato B
1. X colpa di chi? (Club Edit Mix) – 4:05
2. X colpa di chi? (Club Extended Mix) – 6:20

### Download digitale e streaming
X colpa di chi?
1. X colpa di chi? – 3:58

X colpa di chi? (Remixes)
1. X colpa di chi? (Simon Says! & Sam Ruffillo Remix) – 3:52 (Alberto Sanso, Simone Privitera, Zucchero)
2. X colpa di chi? (Greg Willen Remix) – 3:12 (Gregory Taurone, Zucchero)

## Classifiche

### Classifiche settimanali
| Classifica (1995)  | Posizione massima |
| ------------------ | ----------------- |
| Italia (Airplay)   | 4                 |
| Classifiche (2015) | Posizione massima |
| Malta              | 100               |